# Ibo Karatay
Ibrahim "Ibo" Karatay (Kadıköy (Istanboel), 15 augustus 1979) is een Nederlands filmregisseur van Turkse komaf. Hij is tevens actief als filmproducent, documentairemaker, scenarioschrijver en dramaturg.

## Biografie
Karatay kwam op zijn 14e naar Nederland met zijn moeder en oudere broer om aldaar herenigd te worden met zijn vader die eerder als gastarbeider naar Nederland was gekomen. Karatay studeerde Bestuurskunde en Overheidsmanagement aan de Haagse Hogeschool, en deed daarna een pre-master Film- en televisiewetenschap aan de Universiteit Utrecht. Aan het afronden van zijn scriptie kwam hij echter niet toe, omdat hij reeds tijdens zijn studie actief was in de Nederlandse filmindustrie. Hij werkte als freelance filmproducent bij Rinkel Film, en richtte tevens samen met Paul Oscar Kanter Alchemic Film op.
Als hoofdproducent en coproducent heeft hij films gerealiseerd die vertoond zijn in de officiële selecties van onder andere Cannes Cinéfondation, Karlovy Vary IFF, DocuFest International Documentary and Short FF, Sarajevo FF and International Film Festival Rotterdam. De film Nasir van Arun Karthick uit Tamil Nadu, waarvan hij co-producent was, ging in wereldpremière in de Tiger Awards-competitie op het IFFR, won de NETPAC Award en werd vervolgens in meer dan 18 bioscopen in Nederland uitgebracht. De film Marionetten uit 2022, het speelfilmdebuut van Arianne Hinz, werd geselecteerd voor de Sources2 Script Development Workshop, BoostNL (2021) - een samenwerking van IFFR CineMart en NFF Holland Film Meeting - en Cannes Marché du Film.
De film Shadow of Violence, zijn debuutfilm als schrijver/regisseur uit 2020 werd opgenomen in Turkije en ging in 2020 in première op het IFFR. De film maakte ook deel uit van de selectie van het Gouden Kalf en de beste Debuutcompetitie van het Nederlands Film Festival. De in 2022 door Karatay geregisseerde film A Chronicle from Nagorno-Karabakh werd in 2022 geselecteerd voor BoostNL.

## Filmografie

### Als regisseur

#### Korte films
- Adagio (2010)
- Pest (2012)
- Shadow of Violence (2019)[3]

### Als producent

#### Speelfilms
- Nasir (2019)[1]
- Yeniden Leyla (2020)[5]

#### Korte films
- Adagio (2010)
- Pest (2012)
- Lejla (2017)[6]
- Regained Memory (2018)[7]
- Shadow of Violence (2019)[3]
- A Mutual Understanding (2021)[8]
- Days of Spring (2022)[9]

#### Documentaires
- Silent Water (2019)